# Irvin Cohen
Irvin Sol Cohen (1917 – 14 de fevereiro de 1955) foi um matemático estadunidense.
Cohen obteve um doutorado em 1942 na Universidade Johns Hopkins, orientado por Oscar Zariski, com a tese The Structure and Ideal Theory of Local Rings. A partir de 1948 esteve no Instituto de Tecnologia de Massachusetts, onde foi professor.
Cohen trabalhou principalmente com álgebra comutativa. É epônimo com Francis Sowerby Macaulay dos anéis de Cohen-Macaulay bem como do teorema de Cohen-Seidenberg.